# Olav Jordet
Olav Jordet (* 27. Dezember 1939 in Tolga) ist ein ehemaliger norwegischer Biathlet.
Bei den Olympischen Spielen 1964 in Innsbruck gewann er über 20 Kilometer die Bronzemedaille. Mit der norwegischen Staffel holte er vier Jahre später bei den Spielen in Grenoble die Silbermedaille über 4 × 7,5 Kilometer.
Nachdem er bei der Weltmeisterschaft 1963 in Seefeld Rang 10 belegt hatte, wurde er bei der folgenden Weltmeisterschaft 1965 in Elverum/Norwegen Weltmeister im Einzel über 20 Kilometer. Diese Leistung brachte ihm in seinem Heimatland die Morgenbladet-Goldmedaille ein.